# Junonia here
Junonia here är en fjärilsart som beskrevs av Lang 1884. Junonia here ingår i släktet Junonia och familjen praktfjärilar. Inga underarter finns listade i Catalogue of Life.